# Pont de la Vallée (Clisson)
Pour les articles homonymes, voir Pont de la Vallée.
Le pont de la Vallée est un pont en maçonnerie existant au XVIIIe siècle avec tablier en bois, franchissant la Sèvre Nantaise à Clisson, en France.

## Histoire[1]

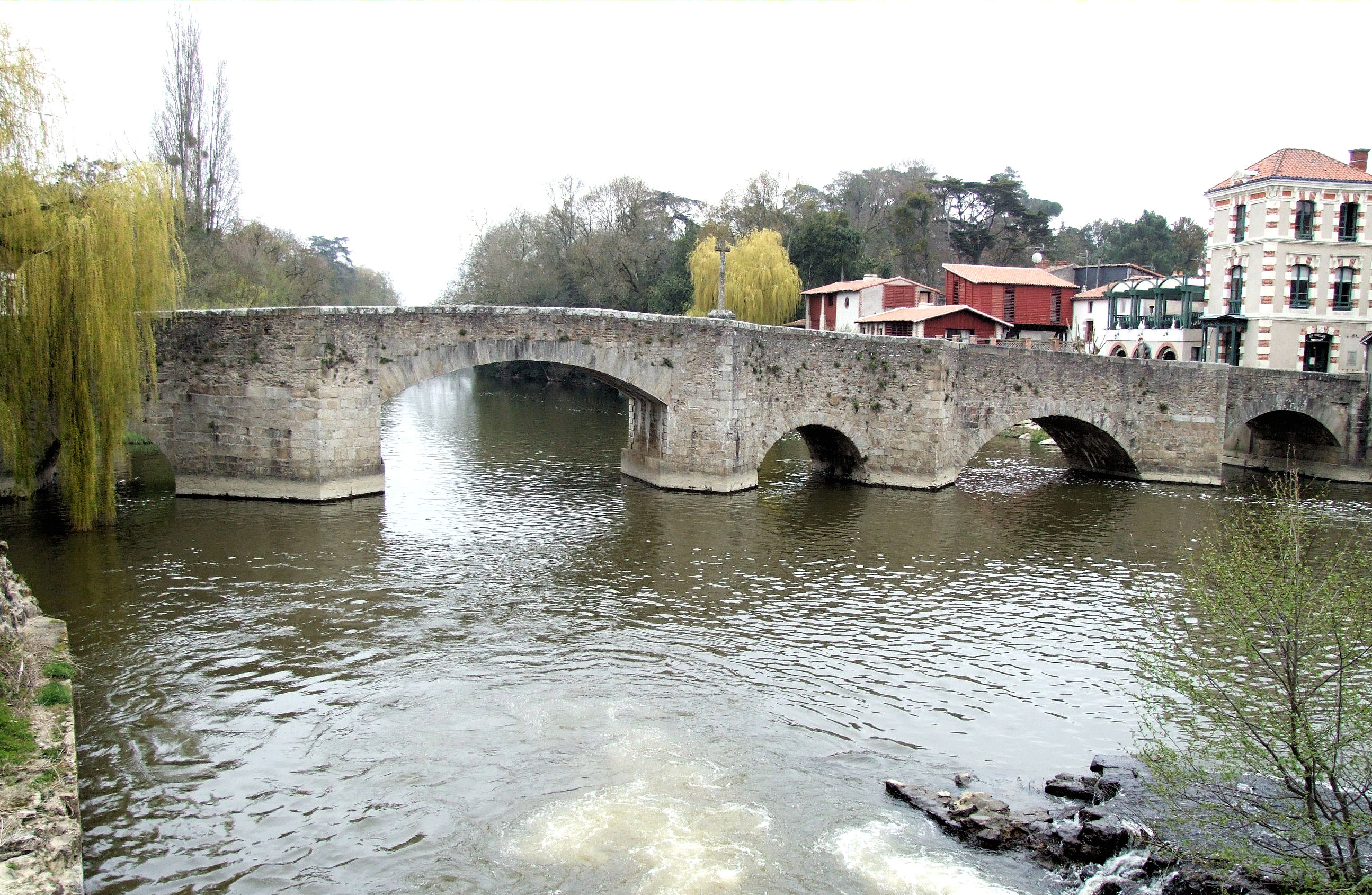
Pont de la Vallée

En 1741, l'état des péages indique que ...ce pont a été ruiné cet hiver de façon que les charrettes ne peuvent y passer. M. le Comte a donné ordre pour réparer.
Sur le plan de la route de Nantes à Poitiers établit en 1759 montre le pont avec des piles à becs triangulaires.
Un procès-verbal de visite de 1769 donne les indications suivantes : nous avons remarqué que le pont qui est sur la rivière Sèvre est construit en bois, qu'il est en mauvais état, qu'il y a des moulins à eau joignant ce pont, et qu'il ne sert que pour la communication de la ville de Clisson et son faubourg de la Trinité dans lequel faubourg passe la grande route de Nantes à Poitiers.
Le registre des états de Bretagne précise en 1770 : les états ont arrêté que le pont en pierre à l'entrée de Clisson, sur la rivière de Moène, lequel fait partie de la grande route de Nantes à Poitiers, demeurera seul à la charge de la Province, et non celui en bois sur la rivière de Sèvre...
La construction du pont de la Vallée dans son état actuel ne remonte donc pas avant la fin du XVIIIe siècle ou au début du XIXe siècle. Les piles existaient au XVIIIe siècle.
Le pont fait l’objet d'un classement au titre des monuments historiques depuis le 20 mars 1922.

## Architecture
Le pont comporte six arches d'ouvertures inégales :
- ouverture maximale : 10,10 m
- ouverture minimale : 4,30 m
- épaisseurs des piles : variables entre 3,50 m et 6,83 m

Les piles possèdent des avant-becs triangulaire, côté amont.